# Lupparia ferruginea
Lupparia ferruginea är en kackerlacksart som först beskrevs av Brunner von Wattenwyl 1865.  Lupparia ferruginea ingår i släktet Lupparia och familjen småkackerlackor. Inga underarter finns listade i Catalogue of Life.